# بیلاستین
بیلاستین (انگلیسی: Bilastine) این یک داروی آنتی هیستامین است که برای درمان کهیر (کهیر)، رینیت آلرژیک و خارش چشم ملتهب (ملتحمه آلرژیک) ناشی از آلرژی استفاده می شود. این دارو یک آنتی هیستامین نسل دوم است و با مهار انتخابی گیرنده H1 هیستامین، از این واکنش های آلرژیک جلوگیری می‌کند. بیلاستین فعالیتی مشابه ستیریزین، فکسوفنادین و دس‌لوراتادین دارد.